# 遜尼派復興
遜尼派復興談的是在伊斯蘭教歷史中的某段時期，展現出伊斯蘭教中遜尼派政治命運的復興、對遜尼派教義和神學理論的重新關注、以及新的藝術和建築風格的傳播。傳統上，這段復興時期被標示始於公元1055年，到1258年結束。
美國歷史學者理查德·布利埃提出，使用“重回中心”，比用“復興”，或是“文藝復興”更能為這一時期賦予貼切的描述。這一時期的特點是遜尼派內部的發展，以及遜尼派與伊斯蘭教什葉派之間的關係。遜尼派學者和領導人為伊制瑪爾（或譯為公議、僉議）而奮鬥，使當時的遜尼派理論發生均值。一些學者聲稱，由於遜尼派復興。而導致之後伊斯蘭世界的科學發生退化。

## 時機
遜尼派復興時期緊隨在什葉派世紀之後。在“什葉派世紀”時，什葉派的勢力因為法蒂瑪王朝（統治非洲、巴勒斯坦、和阿拉伯半島部分地區）、哈姆丹王朝（統治敘利亞），以及白益王朝（統治伊拉克和伊朗）的緣故而竄起。在此期間，什葉派的政體控制伊斯蘭世界的大部分地區（包括其核心地區）。遜尼派最高領導者阿拔斯王朝是白益王朝（建都在巴格達）的附庸，而管理麥加和麥地那兩個聖城領袖的麥加謝里夫則為法蒂瑪王朝統治。
遜尼派復興始於阿拔斯王朝的哈里發卡迪爾一世 (在位期間約991年–1031年)。雖然他受制於白益派而無政治實力，但他仍設法在宗教問題上走上日漸獨立之路。他透過罕百里傳統主義者的支持而把王朝轉變為遜尼派的擁護者，譴責什葉派和理性主義的穆爾太齊賴派(之前阿拔斯王朝哈里發對此穆爾太齊賴派給予支持）。在1018年頒布的所謂“卡迪爾信條（Qadiri Creed）”是遜尼派信仰本身的首次表述，強調伊斯蘭信仰應回歸傳統信仰，不應偏離，信條並非定義為反對什葉派。
公元1055年，遜尼派的塞爾柱土耳其人從白益王朝手中征服巴格達，代表遜尼派復興從此開始。塞爾柱帝國統治時間大約維持一世紀（在大約公元1150年結束）。塞爾柱人在公元1157年正式被逐出巴格達，而阿拔斯王朝隨後再度興起，遜尼派泛宗教合作也在當時出現，直到蒙古族於公元1258年攻陷及洗劫巴格達為止。

## 傳播
塞爾柱帝國維齊爾尼札姆·穆勒克（卒於公元1092年）可謂遜尼派的政治和法律復興的頭號人物。他創立以他名字為名的學校，即巴格達尼扎姆神學院。在這所神學院任教的安薩里（卒於1111年）則是神學理論復興的頭號人物。雖然巴格達尼扎姆神學院不是第一所伊斯蘭學校，卻是當時影響力最大者，而遜尼派復興傳播時期的宗教學校都仿效這所神學院的形式而建立。這也是復興時期遜尼派達成同質化的主要原因。
努爾丁（卒於公元1174年）與敘利亞遜尼派復興最有關係：他在大馬士革設立二十間伊斯蘭學校。薩拉丁在公元1171年推翻法蒂瑪王朝，將埃及納入遜尼派之下。他的阿尤布王朝把遜尼派在敘利亞、巴勒斯坦、和埃及的勢力大為強化。